# Voisey
Voisey ist eine französische Gemeinde mit 275 Einwohnern (Stand 1. Januar 2022) im Département Haute-Marne in der Region Grand Est; sie gehört zum Arrondissement Langres. Die Bewohner werden Voiseyens und  Voiseyennes genannt.

## Geografie
Voisey liegt rund 54 Kilometer südöstlich der Stadt Chaumont im Südosten des Départements Haute-Marne.

## Geschichte
Voisey war bis 1789 Teil der Bailliage de Vesoul innerhalb der Franche-Comté. Der heutige Ortsteil Vaux-la-Douce war dagegen Teil der Bailliage de Langres innerhalb der königlichen Provinz Champagne. Die Mechanisierung der Landwirtschaft führte zu einer starken Abwanderung im späten 19. Jahrhundert und im 20. Jahrhundert. Die Gemeinde gehörte von 1793 bis 1801 zum District Bourbonne. Zudem von 1793 bis 1801 zum Kanton Voisey und von 1801 bis 2015 zum Kanton La Ferté-sur-Amance bzw. Laferté-sur-Amance. 1972 wurde die bis dahin eigenständige Gemeinde Vaux-la-Douce (1968: 60 Einwohner) eingegliedert.

### Bevölkerungsentwicklung
| Jahr      | 1962 | 1968 | 1975 | 1982 | 1990 | 1999 | 2006 | 2012 | 2019 |
| Einwohner | 645  | 630  | 590  | 507  | 439  | 389  | 375  | 321  | 277  |

## Persönlichkeiten
- François-Xavier Vispré (1725–1792), französisch-englischer Pastellmaler und Grafiker

## Sehenswürdigkeiten
- Kirche Notre-Dame-de-la-Nativité in Voisey (Chor und Kapelle 12. Jahrhundert; Kirchenschiff 15. Jahrhundert), seit 1943 als Monument historique klassifiziert
- Kirche Saint-Barthélemy in Vaux-la-Douce (erbaut 1720; Turmvorbau aus dem Jahr 1876)
- Kapelle Assomption-de-Notre-Dame in Voisey (erbaut 1755)
- Volksmuseum Musée des traditions populaires
- Wegkreuz an der Rue du Dr Bernard
- Wegkreuz aus dem 16. Jahrhundert an der Rue de Voisey, seit 1927 als Monument historique eingeschrieben
- Monumentalkreuz aus dem 15. Jahrhundert an der Fassade der Kirche Notre-Dame-de-la-Nativité, seit 1925 als Monument historique eingeschrieben
- Ehemaliges Bahnhofgebäude und Eisenbahnbrücke
- Steinbruch (Dolomitgestein)